# أوربان زاكابا
أوربان زاكابا (بالإنجليزية: Urban Zakapa)‏ هي فرقة موسيقى ريذم أند بلوز وكتاب أغاني من كوريا الجنوبية تشكلت في 2009 بواسطة شركة فلوكسوس للموسيقى.
كانت المجموعة في الأصل مكونة من 9 أعضاء لكن في عام 2012 أصبحوا ثلاثيًا، يتألفون من بارك يونغ إن، جو هيون اه وكوون سون يل. ويعد اسم المجموعة اختصار لـ Urban Zappy Kaleidoscopic Passionate.

## الأعمال الغنائية

### مبيعات ألبومات
| عنوان | ألبوم | الترتيب        | عدد المبيعات  |
| عنوان | ألبوم | كوريا الجنوبية | عدد المبيعات  |
| ----- | --- | -------------- | ------------- |
| 01    | - الإصدار: 17 ماي 2011 - شركة الإنتاج: فلوكسوس للموسيقى, Windmill ENT - نوع: سي دي، التحميل الرقمي                                         | —              | - KOR: —      |
| 02    | - الإصدار: 30 أكتوبر 2012 شركة الإنتاج: فلوكسوس للموسيقى، مجموعة يونيفرسال الموسيقية, (Windmill ENT (re-issue - نوع: سي دي، التحميل الرقمي | 1              | - KOR: 7,857+ |
| 03    | - الإصدار: 3 ديسمبر 2013 - شركة الإنتاج: فلوكسوس للموسيقى، جيني ميوزيك - نوع: سي دي، التحميل الرقمي                                        | 11             | - KOR: 4,615+ |
| 04    | - الإصدار: 7 نوفمبر 2014 - شركة الإنتاج: فلوكسوس للموسيقى, KT Music - نوع: سي دي، التحميل الرقمي                                           | 8              | - KOR: 2,925+ |

### ألبومات
| عنوان         | تفاصيل |
| ------------- | --- |
| Coffee        | - الإصدار: 2 يوليوز 2009 - شركة الإنتاج: - نوع: سي دي، التحميل الرقمي قائمة الأغاني 1. Drinking Coffee (Main Version) (커피를 마시고) 2. Let Me Be The One 3. Inevitability 4. Love Is All Around 5. Drinking Coffee (Arpeggio Version) (커피를 마시고)                                                           |
| Sweety You    | - الإصدار: 2 ديسمبر 2009 - شركة الإنتاج: InPlanet, Pastel Music - نوع: سي دي، التحميل الرقمي قائمة الأغاني 1. Sweety You 2. Crush 3. Tired (지겨워) 4. The One Who Leaves, The One Who Remains (떠나는 사람, 남겨진 사람) 5. Urban Zakapa (Interlude) 6. Sweety You (Instrumental) 7. Coffee (Main Ver.) (커피를) |
| Beautiful Day | - الإصدار: 3 أبريل 2012 - شركة الإنتاج: فلوكسوس للموسيقى, Windmill ENT - نوع: سي دي، التحميل الرقمي قائمة الأغاني 1. Beautiful Day 2. Something Special 3. Whenever You Need Me (그댈 안은 목소리) 4. Let It Rain 5. Just The Two Of Us 6. Just A Feeling                                                         |
| UZ            | - الإصدار: 28 ماي 2015 - شركة الإنتاج: فلوكسوس للموسيقى, KT Music - نوع: سي دي، التحميل الرقمي قائمة الأغاني 1. Common Love 2. Two One Two 3. Get (feat. Beenzino) 4. Shake It 5. Uneasy Love |
| STILL         | - الإصدار: 27 ماي 2016 - شركة الإنتاج: MakeUs Entertainment, لوين إنترتينمنت - نوع: سي دي، التحميل الرقمي قائمة الأغاني 1. I Don't Love You (널 사랑하지 않아) 2. Always Wonder (궁금해) 3. Everything is Good (다 좋아) 4. Nearness is to Love 5. If You Still Love Me (아직도 나를 사랑한다면)                  |

### أغاني منفردة
| "Café Latte (커피를 마시고"                                | 2009 | —  | - KOR: —                       | Coffee          |
| "Just A Feeling"                                           | 2011 | 59 | - KOR (تحميل موسيقى): 147,350+ | Beautiful Day   |
| "Snowing"                                                  | 2011 | 32 | - KOR (DL): 321,580+           | أغنية فردية     |
| "Beautiful Day"                                            | 2012 | 41 | - KOR (DL): 242,403+           | Beautiful Day   |
| "I Hate You (니가 싫어"                                    | 2012 | 9  | - KOR (DL): 1,114,110+         | 02              |
| "Walk Backwards (거꾸로 걷는다"                            | 2013 | 8  | - KOR (DL): 315,215+           | 03              |
| "Like a Bird"                                              | 2014 | 28 | - KOR (DL): 107,528+           | 04              |
| "Consolation (위로"                                        | 2014 | 21 | - KOR (DL): 79,108+            | 04              |
| "Self-Hatred (미운 나"                                     | 2014 | 69 | - KOR (DL): 32,339+            | 04              |
| "Get (مع بينزينو)."                                        | 2015 | 10 | - KOR (DL): 283,736+           | UZ              |
| "I Don't Love You (널 사랑하지 않아"                       | 2016 | 1  | - KOR (DL): 2,624,176+         | STILL           |
| "Thursday Night (목요일 밤) (مع بينزينو)."                 | 2016 | 2  | - KOR (DL): 1,311,943+         | أغاني دون ألبوم |
| "Alone (혼자)"                                             | 2017 | 8  | - KOR(DL): 192,124+            | أغاني دون ألبوم |
| "When We Were Two (그때의 나, 그때의 우리)"                | 2017 | 1  | - KOR(DL): 636,899+            | أغاني دون ألبوم |
| تشير العلامة "-" إلى مفردة لم يتم رسمها أو لم يتم إصدارها. |      |    |                                |                 |

#### تعاونات فردية
| عنوان                                                                                     | سنة  | الترتيب        | عدد المبيعات           | ألبوم                  |
| عنوان                                                                                     | سنة  | كوريا الجنوبية | عدد المبيعات           | ألبوم                  |
| ----------------------------------------------------------------------------------------- | ---- | -------------- | ---------------------- | ---------------------- |
| "The Space Between (틈)" (مع سويو (مغنية) من فرقة سيستار) (فقط كوون سون يل وبارك يونغ إن) | 2014 | 2              | - KOR (DL): 1,035,053+ | أغنية منفردة دون ألبوم |

#### دويتوهات
| عنوان                                         | سنة  | الترتيب        | عدد المبيعات        | ألبوم      |
| عنوان                                         | سنة  | كوريا الجنوبية | عدد المبيعات        | ألبوم      |
| --------------------------------------------- | ---- | -------------- | ------------------- | ---------- |
| "The End (끝)" (2LSON مع. جو هيون آه Giriboy) | 2014 | 47             | - KOR (DL): 52,376+ | 끝 The End |
| "Fortress" (مع فار إيست موفمينت)              | 2016 | سيُعلن لاحقاً    | سيُعلن لاحقاً         | Identity   |

### أغاني مصنفة
| عنوان                                    | سنة  | الترتيب        | ألبوم |
| عنوان                                    | سنة  | كوريا الجنوبية | ألبوم |
| ---------------------------------------- | ---- | -------------- | ----- |
| "My Love (그날에 우리)"                  | 2011 | 36             | 01    |
| "I Still Believe (내게 다시)"            | 2012 | 58             | 02    |
| "River"                                  | 2012 | 26             | 02    |
| "All The Same (똑같은 사랑 똑같은 이별)" | 2012 | 10             | 02    |
| "Coincidence (재회)"                     | 2012 | 51             | 02    |
| "Breeze"                                 | 2012 | 73             | 02    |
| "No Love"                                | 2012 | 87             | 02    |
| "Back In The Day"                        | 2012 | 93             | 02    |
| "Emptiness (허무하다)"                   | 2012 | 95             | 02    |
| "When Winter Comes (코끝에 겨울)"        | 2013 | 12             | 03    |
| "One Day (어떤 하루)"                    | 2013 | 46             | 03    |
| "Blind (다르다는 것)"                    | 2013 | 36             | 03    |
| "Tell Me (말해봐)"                       | 2013 | 55             | 03    |
| "Do"                                     | 2013 | 59             | 03    |
| "Like Love"                              | 2013 | 72             | 03    |
| "Blue (우울)"                            | 2013 | 78             | 03    |
| "It's Fine (괜찮아)"                     | 2013 | 84             | 03    |
| "I Dance (춤을 추다)"                    | 2013 | 89             | 03    |
| "Dream (꿈)"                             | 2013 | 96             | 03    |

### أغاني تصويرية
| عنوان                           | سنة  | الترتيب        | عدد المبيعات         | ألبوم                            | المغني                    |
| عنوان                           | سنة  | كوريا الجنوبية | عدد المبيعات         | ألبوم                            | المغني                    |
| ------------------------------- | ---- | -------------- | -------------------- | -------------------------------- | ------------------------- |
| "Love Afternoon (사랑오후)"     | 2013 | 44             | - KOR (DL): 50,798+  | Ad Genius Lee Tae-baek           | جل الفرقة                 |
| "Just a Little Bit (그냥 조금)" | 2013 | 15             | - KOR (DL): 330,741+ | السفر عبر الزمن تسع مرات (مسلسل) | جل الفرقة                 |
| "A Different You (또 다른 너)"  | 2015 | 30             | - KOR (DL): 85,477   | هيا نأكل                         | جل الفرقة                 |
| "No Way"                        | 2016 | 24             | - KOR (DL): 212,642+ | الأطباء (مسلسل 2016)             | بارك يونغ في وكوون سون يل |
| "That Kind Of Night (그런 밤)"  | 2016 | —              |                      | زوجتي مغرمة                      | جل الفرقة                 |
| "Wish (소원)"                   | 2017 | 2              | - KOR (DL): 702,795+ | العفريت                          | جل الفرقة                 |

### فيديو كليبات
| عنوان               | سنة  |
| ------------------- | ---- |
| "My Love"           | 2011 |
| "One Spring Day"    | 2011 |
| "I Hate You"        | 2012 |
| "All the Same"      | 2012 |
| "River"             | 2012 |
| "Walk Backwards"    | 2013 |
| "When Winter Comes" | 2013 |
| "Blind"             | 2013 |
| "Like a Bird"       | 2014 |
| "Consolation"       | 2014 |
| "Self-Hatred"       | 2014 |
| "Get (مع. بينزينو)" | 2015 |
| "Two One Two"       | 2015 |
| "I Don't Love You"  | 2016 |
| "Thursday Night"    | 2016 |

## جوائز وترشيحات
| سنة  | الحفل                                   | الفئة                           | العمل              | النتيجة |
| ---- | --------------------------------------- | ------------------------------- | ------------------ | ------- |
| 2012 | جائزة إمنيت للموسيقى الآسيوية الدورة 14 | أغنية العام                     | "I Hate You"       | رُشِّح     |
| 2012 | جائزة إمنيت للموسيقى الآسيوية الدورة 14 | أفضل أداء صوتي من قبل مجموعة    | "I Hate You"       | رُشِّح     |
| 2013 | جوائز الموسيقى الكورية الدورة 10        | أفضل ألبوم موسيقى ريذم أند بلوز | 02                 | رُشِّح     |
| 2017 | جوائز القرص الذهبي الدورة 31            | Digital Bonsang                 | "Don't Love You"   | فوز     |
| 2017 | جوائز مخطط غاون للموسيقى الدورة 6       | أغنية شهر "مايو"                | "Don't Love You"   | فوز     |
| 2018 | جوائز مخطط غاون للموسيقى الدورة 7       | أغنية شهر "نوفمبر"              | "When We Were Two" | رُشِّح     |

## وصلات خارجية
- أوربان زاكابا على موقع ميوزك برينز (الإنجليزية)
- أوربان زاكابا على موقع ديسكوغز (الإنجليزية)